# Kim Schumacher
 Der er for få eller ingen kildehenvisninger i denne artikel, hvilket er et problem. Du kan hjælpe ved at angive troværdige kilder til de påstande, som fremføres i artiklen.

Kim Schumacher (født 15. december 1949 i København, død 12. juni 1990 på Frederiksberg) var en dansk diskjockey (dj), radio- og tv-vært.
Kim Schumacher blev først kendt som - efter datidens standarder - hurtigtsnakkende radiovært, og på tv vakte han frem til sin død opmærksomhed med sin friske tone og gennemført iscenesatte udseende.

## Karriere
Kim Schumachers baggrund var journalistik, og hans mediebaggrund blev lagt på filmhistoriestudiet på Københavns Universitet. Privat startede han tidligt bl.a. som instruktør af amatørfilm. I 1982-1990 var han tilknyttet DR's P3 som freelance-medarbejder, hvor han afviklede programmer som Studie, Pop, Klubland, 7'eren samt bidrog med indslag i Natradio og Fredagsåbent. Derfra gik han over til at lave tv: musikprogrammerne 1999 og Harakiri og quizprogrammet Labyrint, der satte nye standarder for, hvordan man kunne tale til folk i dansk tv. Han tv-debuterede som VJ hos Michael Wikke og Steen Rasmussen i deres program Fredag i Farver, 1984-85. Som journalist var han også freelancer og bidrog til Levende Billeder, Mix og med faste humor- og kultur-klummer i Det Fri Aktuelt og B.T.
Kim Schumacher var med til at styrke interessen for genrer som dance, hiphop, R'n'B, techno og pop, der indtil da nærmest havde været betragtet som underlødige i Danmarks Radio. Kim Schumacher forsøgte at dokumentere genrerne mens de udvikledes og tilbragte derfor en del tid i New York, hvor hiphop- og Hi-Energy-genrerne i 1980'erne var på det højeste.
Kim Schumacher oversatte og anmeldte en række amerikanske film. Han introducerede fordanskninger af amerikansk slang, f.eks. betegnelsen nørd. Et andet eksempel er oversættelsen af Samuel L. Jacksons replik som DJ i Spike Lees film Do the Right Thing, hvor "That's the truth, Ruth" i Kim Schumachers version blev til "Gi' den et trut, Ruth".
Kim Schumacher var kendt som "speedsnakkeren" for sin hurtigttalende stil og sine morsomme, kontroversielle og rammende kommentarer, ikke mindst i radioen.
Hans tidlige død kom som følge af AIDS efter en meget kort sygdomsperiode. I månederne op til sin død producerede han programmet Labyrint. Til sin mor havde han blot sagt at han havde travlt, og hun så ham derfor ikke i de sidste fem måneder.

## Privatliv
Kim Schumacher var homoseksuel, men efter stiltiende aftale og takket være hans gode relationer til bl.a. Se og Hør skrev pressen ikke om hans privatliv.
Schumacher var fra 1974 kæreste og samboende med norske Hans Ole Eriksen og fra 1980 desuden med Simon Taisbak. De tre mænd levede sammen i fast parforhold frem til Schumachers død i 1990.
Kim Schumacher fik diagnosen AIDS i 1988, men holdt sygdommen hemmelig undtaget for sine allernærmeste.  For at sikre sine efterladte kærester indgik han 14. maj 1990 registreret partnerskab med Simon Taisbak på Frederiksberg Rådhus. De havde forinden aftalt at Taisbak og Eriksen efter Schumachers død skulle indgå registreret partnerskab med hinanden - hvilket de også gjorde.
Da Schumacher holdt sin sygdom hemmelig, vakte hans død og afsløringen af hans seksualitet i dagene efter hans død stor opmærksomhed i pressen, hvor han bl.a. var på forsiden af formiddagsbladene tre dage i træk.

## Udgivelser

### Bog
- Kim Schumacher: Schumachers lille filosjofle ordbog i mundret udansk, Apostrof, 1987 (ISBN 87-591-0148-2)

### Diskografi
- Stemmen fra 80'erne, 1996
- Stemmen fra 80'erne Vol. 2, 1997